# 安致远
安致远（1921年—1987年），陕西绥德人，中华人民共和国政治人物、外交官。

## 生平
中华人民共和国政治人物安文钦之孙，早年毕业于榆林中学，曾在陕北公学、新疆迪化（乌鲁木齐）学习。国共内战期间在铁路部门工作，担任俄语翻译，1964年进入外交部工作。
1966年至1970年11月，接替张德群任中华人民共和国驻苏联临时代办。1975年10月至1980年担任中华人民共和国常驻联合国日内瓦办事处大使。1980年，担任中华人民共和国驻保加利亚大使。1983年，接替张彤担任中华人民共和国驻德意志联邦共和国大使。1985年，由郭丰民接任。